# Приват-доцент
Прива́т-доце́нт (нем. Privatdozent, от лат. privatim docens — «обучающий частным образом») — должность в высшей школе Германии и ряда других европейских стран, чья образовательная система была устроена по немецкому образцу (в том числе и дореволюционной России).
Карьера академического учёного в рамках этой системы начинается с защиты докторской диссертации, приблизительно соответствующей кандидатской диссертации в современной российской системе. После этого соискатель, получивший степень доктора философии (PhD), может представить ещё одну работу — так называемую хабилитацию (нем. Habilitation), дающую право занять должность профессора в высшем учебном заведении. Стать профессором в том же университете, где состоялась габилитация, нельзя, необходимо искать возможность получить профессуру в других университетах. Однако число профессоров в конкретном учебном заведении по данной специальности строго ограничено, и сразу получить место трудно. Соискатель без профессорского места может временно стать в любом университете приват-доцентом, выполняя некоторые функции профессора (чтение лекций, ведение семинаров, приём экзаменов и т. п.) без соответствующей зарплаты (внештатно), сохраняя право претендовать на звание профессора.
Смысл этого порядка в том, что профессура в германской системе и аналогичных ей — не только звание, но и должность: она возникает только тогда, когда для этого высвобождается ставка (в результате увольнения, смерти предыдущего профессора или при учреждении новой вакансии — например, по новой специальности, которая прежде в этом учебном заведении не преподавалась). Напротив, в североамериканской образовательной системе профессура — это исключительно звание, и опытный высококвалифицированный преподаватель со временем непременно получает его вне зависимости от того, сколько других профессоров имеется в данном учебном заведении, — поэтому в американской системе должности приват-доцента не существует.
Традиционная модель высшего образования в последние годы подвергается в Германии определённой ревизии, в ходе которой предпринимались попытки упразднить вторую квалификационную работу (Habilitation) и, следовательно, должность приват-доцента. Взамен уже введена должность «младшего профессора» (нем. Juniorprofessor) по аналогии с должностью «ассистент-профессора» в США (англ. assistant professor, примерно уровень доцента без звания в РФ); занять её можно в возрасте до 35 лет. Эти попытки вызвали неоднозначную реакцию в академической среде, так что в настоящее время должность приват-доцента в высшем образовании Германии сохраняется, однако возможности её обойти постепенно увеличиваются.

## В России
В Российской империи «приват-доцент» — преподавательская должность, введённая в университетах в 1843 году постановлением Министерства народного просвещения, которое разрешало допустить к чтению лекций не входящих в штат университета преподавателей под именем доцентов (приват-доцентов) после представления ими диссертации. В рассказе Чехова «Попрыгунья» упоминается «приват-доцентура», которую могли предложить главному герою Дымову.
Должность приват-доцента была закреплена в структуре университета Уставом 1863 года для расширения круга преподавателей, способных вести лекционные курсы наряду с профессорами и доцентами. Право на звание приват-доцента первоначально получали выпускники университетов, окончившие их со степенью кандидата, подготовившие и публично защитившие диссертацию. Для проверки педагогических способностей соискателей факультет назначал кандидату на должность публичные лекции на свободную (выбранную кандидатом) и заданную тему. Успешно справившиеся с испытаниями допускались Советом факультета с утверждения попечителя к чтению лекций в рамках утверждённых программ. Вознаграждение приват-доцентам осуществлялось из собственных средств университета.
По Уставу 1884 года круг лиц, имевших право на должность приват-доцента, расширился. Этой возможностью могли пользоваться не только выпускники университета, имевшие учёные степени, но и профессора других высших учебных заведений, известные своими учёными трудами лица. Для этого им требовалось прочесть пробную лекцию и получить разрешение министра народного просвещения. Молодые учёные, окончившие университет не менее чем за 3 года до получения должности, выдержавшие испытания на степень магистра, но ещё не защитившие диссертацию, могли претендовать на звание приват-доцента после двух лекций (на свободную и заданную тему) и получения свидетельства на право преподавания в должности приват-доцента от факультета. Окончательное разрешение на занятие должности соискатель получал после одобрения попечителя и решения Совета факультета. Непосредственный контроль за преподаванием приват-доцентов осуществляли декан соответствующего факультета и ректор, которые могли удалить приват-доцента за неблагонадёжность. Находящийся в должности приват-доцента, но не читавший лекций в течение года, терял право на эту должность. Выплата гонораров приват-доцентам по Уставу 1884 года осуществлялась из специально созданного для этого фонда. Приват-доцент не считался состоящим на государственной службе, не имел возможности получения чина, однако приравнивался в правах к соответствующему чину Табели о рангах.
После революции 1917 года система академических званий и должностей в России была пересмотрена. Так, Декретом СНК РСФСР от 1 октября 1918 года «О некоторых изменениях в составе и устройстве государственных ученых и высших учебных заведений Российской Республики» было установлено следующее: «Звание приват-доцентов упраздняется. Те лица, которые были в звании приват-доцентов не менее 3-х лет, или состояли в этом звании, будучи одновременно профессорами других высших учебных заведений, или были зачислены в состав приват-доцентов из бывших профессоров, или состояли не менее трёх лет преподавателями высших технических учебных заведений, переводятся с 1-го октября сего года в состав профессоров по соответственным кафедрам тех высших учебных заведений, где они состояли приват-доцентами или преподавателями». Однако в практике преподавания наименование приват-доцент употреблялось до конца 1920-х гг., так например, слово «приват-доцент» фигурирует в «Роковых яйцах» Булгакова. Поздне́е понятие «приват-доцент» ни в СССР, ни в постсоветской России не использовалось; существующая ныне под этим названием должность в Германии аналогов в РФ не имеет.
При введении новой системы званий в 1934 году термин «приват-доцент» уже не упоминался. Однако лица, получившее это звание ранее, иногда продолжали обозначаться на титульных листах научных трудов с указанием на наличие данного звания. 
В современной России ни должности, ни звания «приват-доцент» нет. Положению немецкого приват-доцента приблизительно соответствует положение сотрудника кафедры в российском вузе, недавно защитившего докторскую диссертацию и ожидающего появления вакансии профессора.